# Washington Nationals
Washington Nationals er et amerikansk baseballhold fra Washington D.C., der spiller i MLB-ligaen. Nationals hører hjemme i Eastern Division i National League, og spiller deres hjemmekampe på Nationals Park.
Nationals blev stiftet i 1969 i Montreal under navnet Les Expos de Montréal, og spillede under dette navn i den canadiske by frem til 2004. Efter mange år med skuffende resultater i Montreal flyttede holdet herefter til USA og Washington D.C., hvor holdet siden har spillet under sit nuværende navn. Hverken i Montreal- eller Washington-perioden har holdet formået at vinde hverken World Series eller National League.